# Karl von Piloty
Karl Theodor von Piloty (München, 1826. október 1. – Ambach, 1886. július 21.) német festő, az akadémikus német festészet jellegzetes képviselője.

## Életpályája
Id. Ferndinand Piloty (1786–1844), a híres litográfus gyermekeként született. 1840-ben már felvették a Müncheni Képzőművészeti Akadémiára, tanulmányainak befejezése után Belgiumban, Franciaországban és Angliában járt tanulmányúton, mindenütt a történelmi festészetet tanulmányozta. Párizsban H. Paul Delaroche művészete volt rá hatással. Pompás, kosztümös, színpadias, anyagszerű festési módjával hamar sikereket aratott, a freskó-festésben is élen járt. Már az 1850-es évek közepén beválasztották a müncheni akadémia tagjai közé, különös tekintettel az ő Seni Wallenstein holtteste előtt c. történelmi festményére. 1874-től ő lett a müncheni akadémia igazgatója. Mint a müncheni akadémia tanára, majd igazgatója, festőnemzedékek sorát nevelte, híres tanítványai közé tartozott például Hans Makart, Franz von Lenbach, Franz Defregger, Gabriel von Max, Jeórjiosz Jakovídisz, Eduard von Grützner, Benczúr Gyula, Szinyei Merse Pál és Gabriel Schachinger.

## Műveiből
- A dajka (1853 körül)

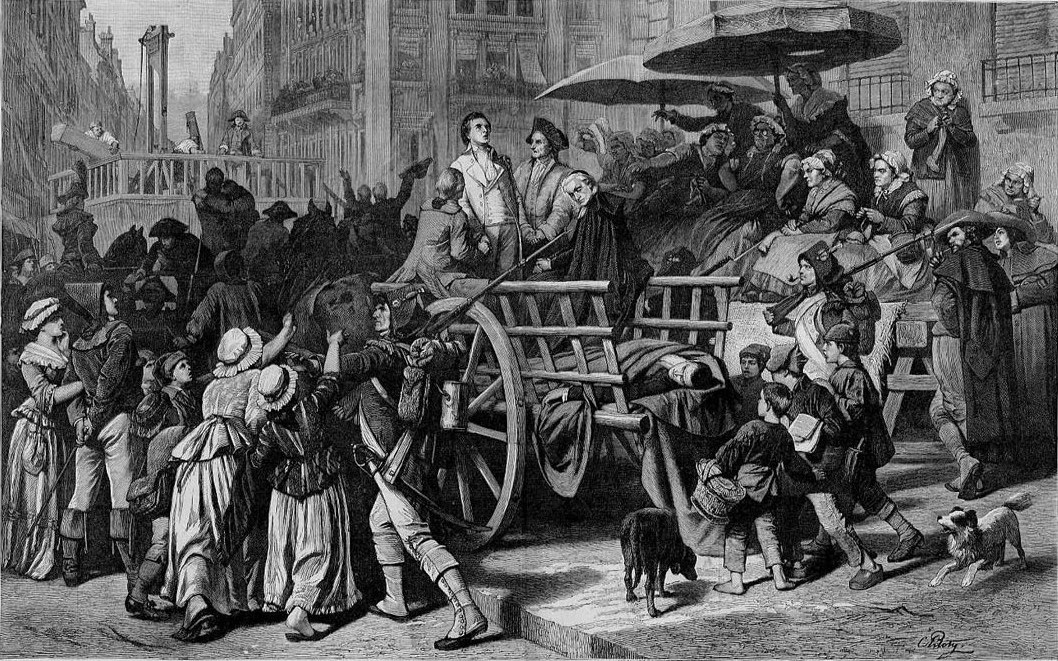
A girondisták (1881)

- Seni Wallenstein holtteste előtt (1855; Neue Pinakothek, München)
- Thusnelda Germanicus diadalmenetében (Neue Pinakothek, München)
- Fehérhegyi csata Prága közelében
- Bouillon Gottfried zarádoklata a Szentföldre (1861)
- Nero szemléli az égő Rómát (1861 körül; Szépművészeti Múzeum, Budapest)
- Galilei a börtönben (1864)
- A girondisták (1881)
- Nagy Sándor halála (befejezetlen)

## Galéria

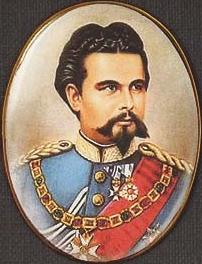
II. Lajos bajor király
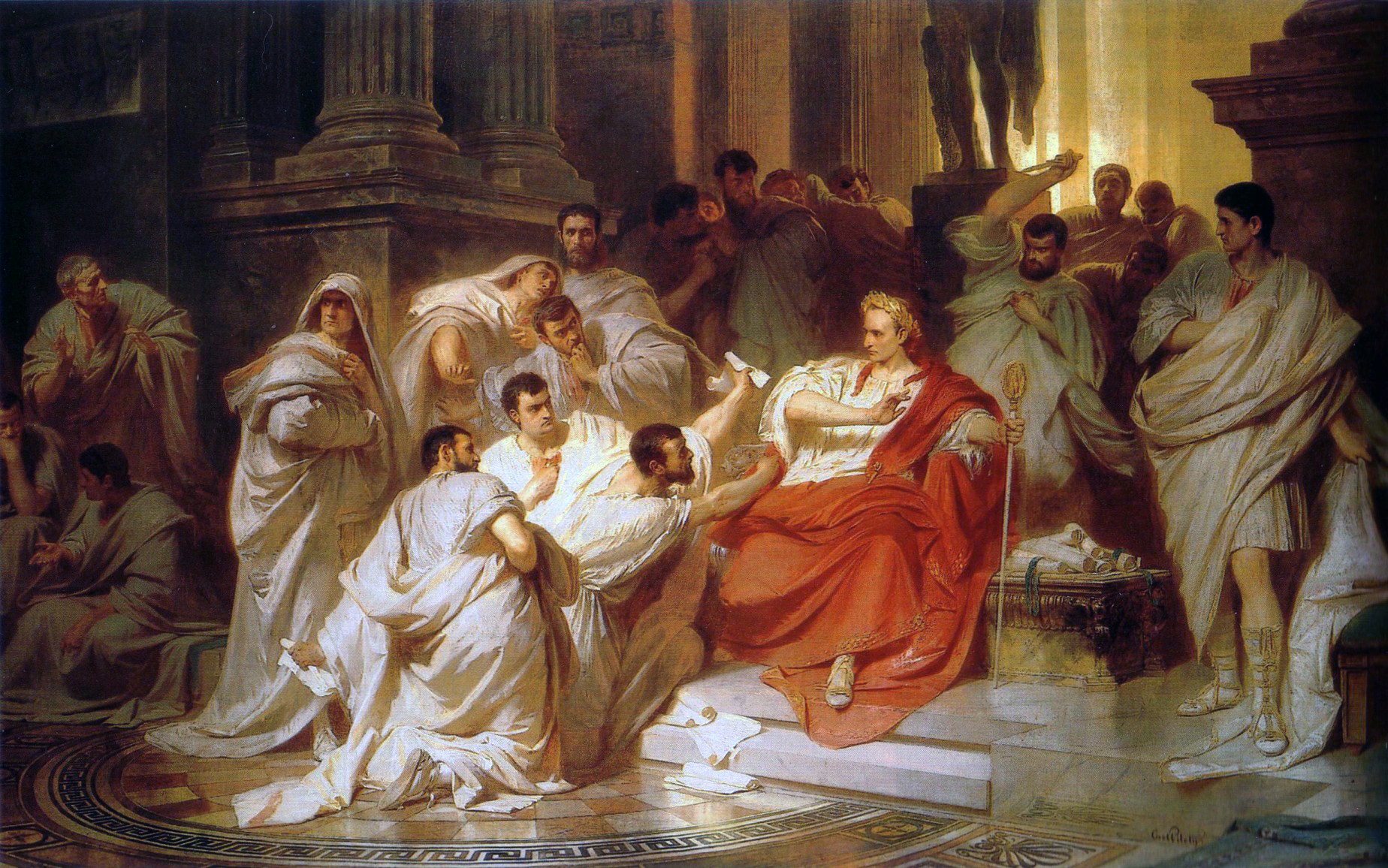
Caesar meggyilkolása
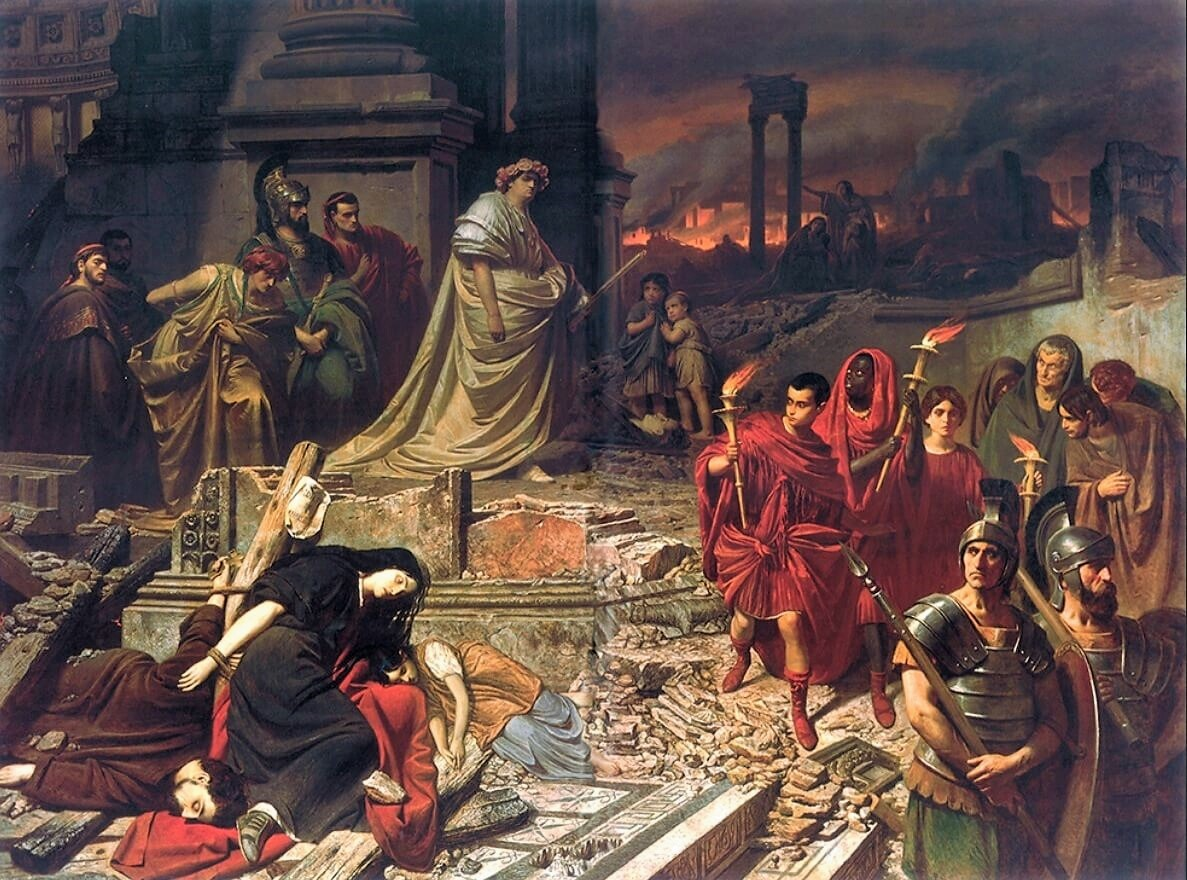
Nero szemléli az égő Rómát
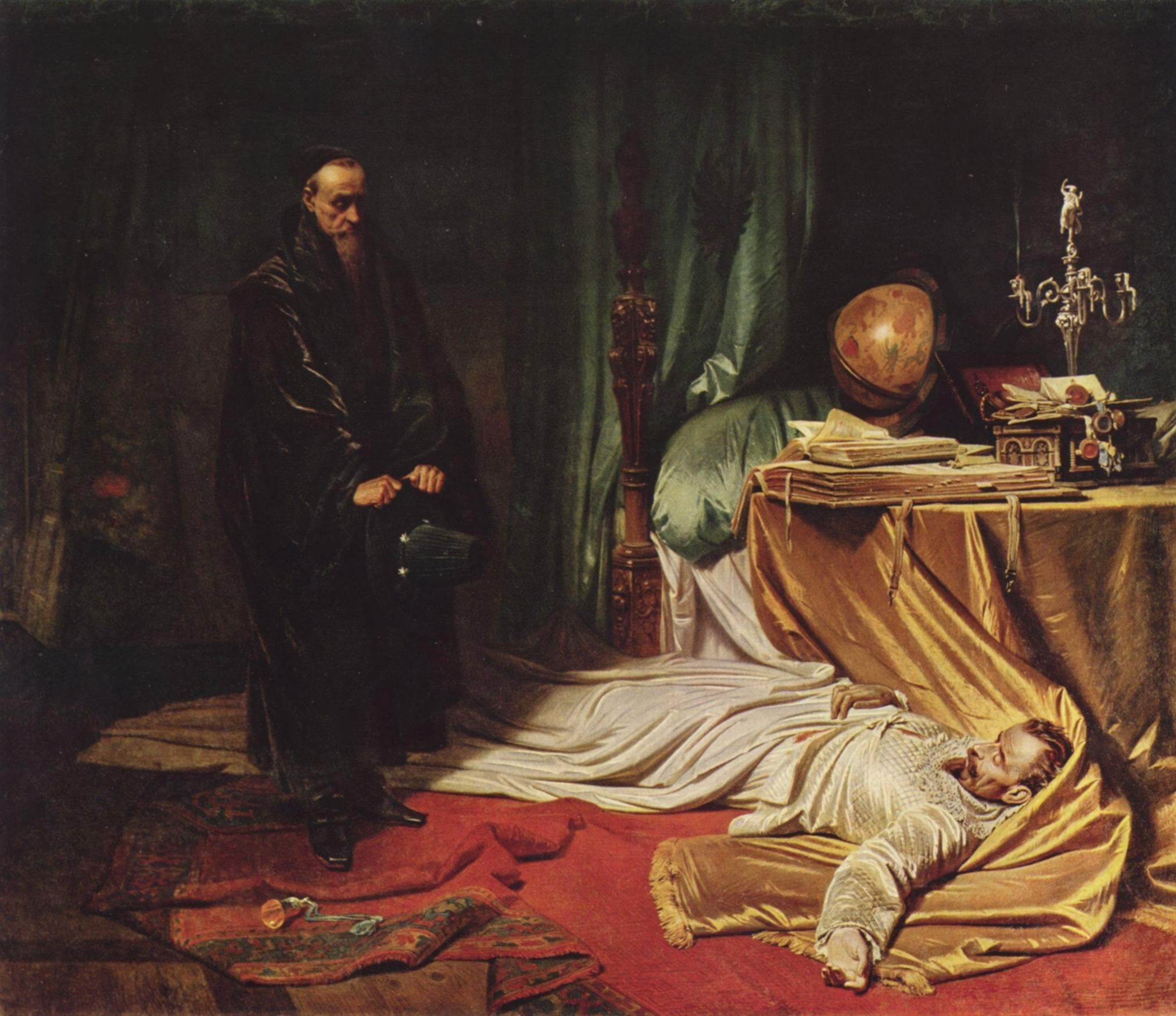
Seni Wallenstein holtteste előtt